# Agyphantes sajanensis
Agyphantes sajanensis là một loài nhện trong họ Linyphiidae.
Loài này thuộc chi Agyphantes. Agyphantes sajanensis được Kirill Yuryevich Eskov & Yuri M. Marusik miêu tả năm 1994.